# Лоуэр-Принс-Куотер
Ло́уэр-Принс-Куо́тер (англ. Lower Prince's Quarter, нидерл. Beneden Prinsen Kwartier) — крупная деревня на Синт-Мартене, в Королевстве Нидерландов. Население деревни составляет около 8 тысяч человек (8143 чел. на 2011 год), делая её крупнейшим населённым пунктом на всём острове.